# Batotheca beccarii
Batotheca beccarii är en stekelart som först beskrevs av Mantero 1900.  Batotheca beccarii ingår i släktet Batotheca och familjen bracksteklar. Inga underarter finns listade.